# Тойгильдино (Чувашия)
Тойги́льдино (чув. Туйкилтĕ) — село в Моргаушском районе Чувашской Республики. Входит в состав Хорнойского сельского поселения.

## География
Находится в северо-западной части Чувашии, на расстоянии приблизительно 7 км на запад по прямой от районного центра села Моргауши.

## История
Известна с 1858 года, когда в нём было 226 жителей. В 1906 здесь было учтено 49 дворов и 233 жителя, в 1926 — 55 дворов и 258 жителей, в 1939 — 268 жителей, в 1979 — 154. В 2002 году было 52 двора, в 2010 — 44 домохозяйства. В 1930 году был образован колхоз «Безбожник», в 2010 действовало ОАО «Путь Ильича». Действовал храм Рождества Пресвятой Богородицы (1903-35).

## Население
Постоянное население составляло 141 человек (чуваши 99 %) в 2002 году, 125 — в 2010.